# Commentaar (religie)
Een commentaar (ook wel "verklaring") is een uitleg van een religieus geschrift, zoals de Thora, de Bijbel of de Koran. De auteur exegetiseert de betreffende tekst, meestal om deze toegankelijker te maken voor een breder publiek. Veel commentaren bestaan uit reeksen, in veel gevallen door meerdere auteurs geschreven. Zo'n reeks als geheel wordt ook "commentaar" genoemd.
Een bekend joods commentaar is de midrasj. In de islam heet een uitleg van de Koran tafsir. In het Nederlands taalgebied zijn bekende commentaren op de christelijke Bijbel (ook wel "Bijbelverklaring" genoemd): de vrijwel voltooide Bijbelverklaring van Calvijn, de protestantse reeks Korte verklaring van de Heilige Schrift en Commentaar Nieuwe Testament (ook wel afgekort tot CNT of CNT-3) onder redactie van Jakob van Bruggen.